# Педошенко, Николай Ефремович
Николай Ефремович Педошенко (укр. Микола Єфремович Педошенко; 7 (20) января 1911, с. Терновка (ныне Труновское (Ставропольский край) — 1992) — украинский советский театральный актёр. Народный артист Украинской ССР с 1967 года.
Драматический и музыкальный актёр. Играл на сцене Винницкого государственного академического музыкально-драматического театра им. Н. К. Садовского.

## Избранные роли
- Иван Гонта («Гайдамаки» по Т. Шевченко),
- Террачине («Память сердца» А. Корнейчука),
- Клод Фролло («Собор Парижской богоматери» В. Гюго)

- Пётр и Николай («Наталка Полтавка» Н. Лысенко),
- Султан («Запорожец за Дунаем» П. Гулака-Артемовского),
- Яшка («Свадьба в Малиновке» А. Рябова),
- Мишка Япончик («На рассвете» Сандлера).

## Награды
- орден Трудового Красного Знамени (24.11.1960)
- медали